# مرکسپله
شهر مرکسپله (به فرانسوی: Merksplas) در شهرستان تورنو در استان آنتوئر در منطقه فلاندری در کشور بلژیک واقع شده‌است.